# Kashmarz
Kashmarz (persiska: كشمرز, كَشمَرزِ اَفشاريِّه, كِشمَرز, كَچَ مَرز, Kashmarz-e Afshārīyeh) är en ort i Iran.   Den ligger i provinsen Qazvin, i den nordvästra delen av landet, 170 km väster om huvudstaden Teheran. Kashmarz ligger 1 682 meter över havet och antalet invånare är 393.
Terrängen runt Kashmarz är kuperad åt sydost, men åt nordväst är den platt. Terrängen runt Kashmarz sluttar norrut.Runt Kashmarz är det ganska tätbefolkat, med 104 invånare per kvadratkilometer. Närmaste större samhälle är Tabrīzak, 14,3 km nordost om Kashmarz. Trakten runt Kashmarz består i huvudsak av gräsmarker.